# Platycerus dundai
Platycerus dundai es una especie de coleóptero de la familia Lucanidae. Presenta las subespecies: Platycerus dundai dundai y Platycerus dundai miyatakei.

## Distribución geográfica
Habita en Sichuan (China).